# Titanic Days
Titanic Days è il quarto album in studio della cantante inglese Kirsty MacColl, pubblicato nel 1993.

## Tracce
Testi e musiche di Kirsty MacColl e Mark E. Nevin, eccetto dove indicato.

1. You Know It's You – 4:01
2. Soho Square – 4:25
3. Angel – 5:07 (MacColl)
4. Last Day of Summer – 4:22
5. Bad – 2:47 (MacColl)
6. Can't Stop Killing You – 4:12 (MacColl, Johnny Marr)
7. Titanic Days – 5:43
8. Don't Go Home – 4:11
9. Big Boy on a Saturday Night – 3:58
10. Just Woke Up – 4:02 (MacColl, Dave Ruffy)
11. Tomorrow Never Comes – 4:47